# Белкин, Август Соломонович
Август Соломонович Белкин (31 августа 1930, Свердловск — 19 марта 2025) — советский и российский учёный-педагог, доктор педагогических наук, профессор, заслуженный деятель науки Российской Федерации (1993).

## Биография
Родился 31 августа 1930 года в Свердловске, РСФСР.
В 1952 году с красным дипломом окончил исторический факультет Уральского государственного педагогического университета.
В 1952—1959 годах преподавал историю в одной из школ Свердловска, а в 1969 году стал старшим преподавателем кафедры педагогики Уральского государственного педагогического университета. В 1970 году защитил кандидатскую диссертацию в Институте стратегии развития образования, а в 1981 году вновь защитил докторскую диссертацию на тему «Теория и практика педагогической диагностики отклоняющегося поведения школьников».
В 1990 году основал кафедру возрастной педагогики и педагогических технологий Уральского государственного педагогического университета, которой заведовал на протяжении девятнадцати лет. В 1991—2010 годах также был директором Института фундаментального психолого-педагогического образования. В 1993 году ему было присвоено почётное звание «Заслуженный деятель науки Российской Федерации».
Является действительным членом Академии педагогических и социальных наук и Международной академии наук педагогического образования.
Умер 19 марта 2025 года в возрасте 94 лет.

## Награды и звания
- Отличник народного просвещения РСФСР (1968)
- Отличник народного просвещения СССР (1987)
- Премии госкомитета СССР по народному образованию (1990)
- Заслуженный деятель науки Российской Федерации (1993)
- Премия имени В. Н. Татищева и В. Г. де Генина в области образования (2002)
- Почётный знак «За заслуги в развитии города Екатеринбурга» (2003)
- Диплом «За выдающиеся достижения в профессиональной деятельности и личный вклад в историю города Екатеринбурга» (2003)